# Baptist Health Cancer Care 200
Das Baptist Health Cancer Care 200 ist ein Rennen der NASCAR Camping World Truck Series. Es findet auf dem Homestead-Miami Speedway in Homestead südwestlich von Miami, im US-Bundesstaat Florida statt.
Erstmals wurde das Rennen im Jahre 1996 ausgetragen. Von 1996 bis 2001 galt es eine Distanz von etwa 250 Meilen zu bestreiten. Die Zahlen in den Namen der Rennen (Florida Dodge Dealers 400 und Florida Dodge Dealers 400K) standen für die zu bewältigenden Zahl an Kilometern. Bis zum Jahre 2001 wurde das Rennen zu Saisonbeginn ausgetragen.
Im Jahre 2002 wurde das Rennen auf 200 Meilen gekürzt und ist seitdem das Saisonfinale der NASCAR Craftsman Truck Series. Ford sponsert seit 2002 das Saisonfinale in allen drei Top-Divisionen der NASCAR:
- Das 4EVER 400 in der Sprint Cup Series
- Das Contender Boats 300 in der Nationwide Series
- Das  Baptist Health Cancer Care 200 in der Craftsman Truck Series

Diese Rennen finden alle an einem Wochenende auf dem Homestead-Miami Speedway statt und gehören zum Ford Championship Weekend. Die Zahlen im Namen des Rennens stehen in allen Fällen für die zu fahrende Distanz in Meilen.
In den Jahren 2003 und 2007 hat derjenige, der vor dem Championship Weekend Punkteführender war, die Meisterschaft in diesem, letzten Saisonrennen noch die Meisterschaftsführung verloren. Brendan Gaughan musste im Ford 200 des Jahres 2003 wegen eines Unfalls vorzeitig aufgeben und gab damit im letzten Rennen der Saison die Punkteführung an Travis Kvapil ab. In der Saison 2007 traf es auch Mike Skinner. Er wurde aufgrund von Reifenproblemen nur 35. und gab seine Führung in der Gesamtwertung an Ron Hornaday Jr. ab, nachdem er fast die ganze Saison lang die Fahrerwertung angeführt hat.
In den Jahren 1999 und 2007 kam es zu einem Green-White-Checkered-Finish.

## Bisherige Pole-Positions und Rennsieger
|                                                       | Pole-Position   | Pole-Position | Rennsieger       | Rennsieger | Rennsieger             | Rennsieger       | Rennsieger                           |
| Saison                                                | Fahrer          | Automarke     | Fahrer           | Automarke  | Siegprämie (US-Dollar) | Diztanz (Meilen) | Durchschnitts- geschwindigkeit (mph) |
| ----------------------------------------------------- | --------------- | ------------- | ---------------- | ---------- | ---------------------- | ---------------- | ------------------------------------ |
| Florida Dodge Dealers 400/ Florida Dodge Dealers 400K |                 |               |                  |            |                        |                  |                                      |
| 1996                                                  | Geoffrey Bodine | Ford          | Dave Rezendes    | Ford       | 44.550                 | 252              | 102                                  |
| 1997                                                  | Joe Ruttman     | Ford          | Kenny Irwin jr.  | Ford       | 44.750                 | 252              | 98,565                               |
| 1998                                                  | Jack Sprague    | Chevrolet     | Rick Crawford    | Ford       | 52.850                 | 252              | 114,475                              |
| 1999                                                  | Randy Tolsma    | Dodge         | Mike Wallace     | Ford       | 51.125                 | 258*             | 109,813                              |
| 2000                                                  | Joe Ruttman     | Dodge         | Andy Houston     | Chevrolet  | 49.869                 | 251              | 129,755                              |
| 2001                                                  | Scott Riggs     | Dodge         | Ted Musgrave     | Dodge      | 46.635                 | 251              | 118,176                              |
| Ford 200                                              |                 |               |                  |            |                        |                  |                                      |
| 2002                                                  | Mike Bliss      | Chevrolet     | Ron Hornaday Jr. | Chevrolet  | 45.250                 | 201              | 133,260                              |
| 2003                                                  | Bobby Hamilton  | Dodge         | Bobby Hamilton   | Dodge      | 54.200                 | 201              | 120,439                              |
| 2004                                                  | David Reutimann | Toyota        | Kasey Kahne      | Dodge      | 48.825                 | 201              | 114,930                              |
| 2005                                                  | David Reutimann | Toyota        | Todd Bodine      | Toyota     | 57.800                 | 201              | 119,920                              |
| 2006                                                  | Mike Skinner    | Toyota        | Mark Martin      | Ford       | 55.550                 | 201              | 126,019                              |
| 2007                                                  | Jon Wood        | Ford          | Johnny Benson    | Toyota     | 60.975                 | 207*             | 134,513                              |
| 2008                                                  | Mike Skinner    | Toyota        | Todd Bodine      | Toyota     | 59.350                 | 204*             | 132,015                              |
| 2009                                                  | Colin Braun     | Ford          | Kevin Harvick    | Chevrolet  | 42.000                 | 207*             | 134,513                              |
| 2010                                                  | Kyle Busch      | Toyota        | Austin Dillon    | Chevrolet  | 51.775                 | 201              | 118,555                              |

* = Green-White-Checkered-Finish